# مولاي عبد القادر
مولاي عبد القادر هي قرية في إقليم سيدي قاسم ضمن جهة الغرب شراردة بني حسين بالغرب المغربي. كان مجموع عدد سكان جماعة مولاي عبد القادر 8.871 نسمة.(تعداد السكان الرسمي 2004)

## دواوير الجماعة
- دوار اولاد عبد الله
- دوار اولاد ميلود
- دوار اولاد حماد